# Innocent (Mike-Oldfield-Lied)
Innocent (englisch für „unschuldig“) ist ein Lied des britischen Komponisten und Multiinstrumentalisten Mike Oldfield, das im Juni 1989 als Vorab-Single seines Studioalbums Earth Moving erschien.

## Entstehung und Veröffentlichung
Das Lied wurde vom Interpreten selbst getextet, komponiert und produziert. Bei der Produktion erhielt Oldfield Unterstützung durch Daniel Lazerus. Der Hauptgesang des Liedes stammt von Oldfields damaliger Lebensgefährtin Anita Hegerland, die zuvor bereits das Lied Pictures in the Dark einsang.
Die Erstveröffentlichung von Innocent erfolgte als Single am 23. Juni 1989 bei Virgin Records. Diese erschien weltweit in verschiedenen Ausführungen, die sich durch die Anzahl und Auswahl der B-Seiten unterscheiden, so erschien eine 7″-Single mit eine „Diskoversion“ zu Earth Moving als B-Seite (Katalognummer: 112 383-100). Am 10. Juli 1989 erschien das Lied als Teil von Oldfields zwölften Studioalbum Earth Moving  (Katalognummer: 7863322).

## Hintergrund
Laut einem Interview, das Hegerland und Oldfield in der Fernsehsendung Good Morning Britain gaben, wurde das Lied von ihrer gemeinsamen Tochter Greta inspiriert, die auch im Musikvideo zu sehen ist. In der Sendung präsentierten Oldfield und Hegerland eine Akustikversion des Liedes, wobei Hegerland sang und Oldfield Gitarre spielte.

## Musikvideo
Das Musikvideo zeigt Mike Oldfield, wie er mit einem Atari-ST-Computer, einem Korg M1-Synthesizer und eine Fender-Stratocaster-Gitarre herumexperimentiert. Diese Szenen wechseln sich ab mit Anita Hegerland, die das Lied singt, sowie Aufnahmen von Oldfields und Hegerlands gemeinsamer Tochter Greta, der das Lied gewidmet ist.

## Chartplatzierungen
Innocent stieg im September 1989 bis auf Platz acht der deutschen Singlecharts und war gleichzeitig der letzte Top 10-Hit für Oldfield in Deutschland.
| ChartsChartplatzierungen | Höchstplatzierung | Wochen |
| ------------------------ | ----------------- | ------ |
| Deutschland (GfK)        | 8 (20 Wo.)        | 20     |

| ChartsJahrescharts (1989) | Platzierung |
| ------------------------- | ----------- |
| Deutschland (GfK)         | 51          |

## Coverversionen

### Coverversion von Groove Coverage

#### Entstehung und Veröffentlichung
Im Oktober 2010 veröffentlichte das deutsche Danceprojekt Groove Coverage eine Coverversion von Innocent. An der Komposition und dem Text wurde nichts geändert, sodass Oldfield immer noch der alleinige Urheber ist. Für die Produktion zeichneten die Groove-Coverage-Mitglieder Axel Konrad, Verena Rehm und Ole Wierk verantwortlich. Es handelt sich dabei nach Moonlight Shadow (Juni 2002) um das zweite Mike-Oldfield-Cover der Band.
Die Erstveröffentlichung dieser Version erfolgte als Single am 1. Oktober 2010 bei Columbia Records. Diese erschien zeitgleich als 2-Track-CD-Single mit einem Remix als B-Seite (Katalognummer: 88697793712) sowie als digitale Maxi-Single zum Download, die insgesamt fünf Versionen des Liedes beinhaltet (Katalognummer: 8420003096). Am 30. März 2012 erschien das Lied als Teil von Riot on the Dancefloor (Katalognummer: 88691935192), dem vierten Studioalbum des Danceprojektes.
Ein Musikvideo zu ihrer Version von Innocent wurde erstmals am 20. September 2010 auf der Videoplattform YouTube veröffentlicht.

#### Chartplatzierungen
| ChartsChartplatzierungen | Höchstplatzierung | Wochen |
| ------------------------ | ----------------- | ------ |
| Deutschland (GfK)        | 38 (5 Wo.)        | 5      |
| Österreich (Ö3)          | 48 (3 Wo.)        | 3      |

### Weitere Coverversionen
- 2010: Jason Donovan